# 거부처분
거부처분은 행정청이 신청에 대해 거절하는 처분을 말한다.

## 판례
- 신청에 따른 처분이 이루어지지 아니한 경우에는 거부처분은 아직 당사자에게 권익이 부과되지 않았으므로 권익을 제한하는 처분에 해당하지 않아 처분의 사전통지의 대상이 아니다.[1]
- 거부처분의 처분성을 인정하기 위한 전제요건이 되는 신청권의 존부는 추상적으로 결정되고 신청인이 그 신청에 따른 단순한 응답을 받을 권리를 넘어서 신청의 인용이라는 만족적 결과를 얻을 권리를 의미하는 것은 아니다[2]
- 취소사유가 행정처분의 절차, 방법의 위법으로 인한 것이라면 그 처분 행정청은 그 확정판결의 취지에 따라 그 위법사유를 보완하여 다시 종전의 신청 대한 거부처분을 할 수 있고, 그러한 처분도 위 조항에 규정된 재처분에 해당한다[3]
- 재처분을 하였다 하더라도 그것이 종전 거부처분에 대한 취소의 확정판결의 기속력에 반하는 등으로 당연무효라면 이는 아무런 재처분을 하지 아니한 때와 마찬가지로 간접강제신청에 필요한 요건을 갖춘 것이다[4]
- 거부처분은 집행정지의 대상이 아니다.